# ضفيرة نكفية
الضَّفيرَة النَّكَفيَّة (بالإنجليزية: Parotid plexus)‏ وتُسمى أيضاً الضَّفيرَة الوزية (بالإنجليزية: Plexus anserinus)‏ أو قَدَمُ الإوَزَّة أو رِجْلُ الوِزة (بالإنجليزية: Pes anserinus)‏ (بالإنجليزية: Goose’s foot)‏، هيَ نُقطة تَفرع العصب الوَجهي بعد مُغادرته الثقبة الإبرية الخشائية، ويحدث هذا التَفرع في الغدة النكافية.

## الفروع
عادةً ما ينقسم العَصب الوجهي إلى الفروع التالية (مع وجود عدد من الاختلافات):
- الفروع الصدغية للعصب الوجهي، والذي يقطع القوس الوجني نحو المنطقة الصدغية.
- الفروع الوجنية للعصب الوجهي، والذي يقطع العظم الوجني نحو محجر العين.
- الفروع الشدقية للعصب الوجهي، والذي يَمر من الأمام إلى أسفل محجر العين وحولَ الفَم.
- الفرع الفكي السفلي الهامشي للعصب الوجهي، والذي يَمر من أمام الشفة السفلى والذَقن.
- الفرع العنقي للعصب الوجهي، والذي يَمر إلى الأمام مُشكلاً سلسلة من الأقواس فوق المنطقة فوق اللامية حتى العضلة الجلدية للعنق.[8]

## روابط خارجية
- درسٌ تشريحي حول cranialnerves مُعدٌ بواسطة ويسلي نورمان (جامعة جورجتاون). (VII)